# Sacramento Kings
Los Sacramento Kings (en español, Reyes de Sacramento) son un equipo profesional de baloncesto de los Estados Unidos con sede en Sacramento, California. Compiten en la División Pacífico de la Conferencia Oeste de la National Basketball Association (NBA) y disputan sus partidos como locales en el Golden 1 Center.
La franquicia fue fundada en 1923 en la ciudad de Rochester, Nueva York con el nombre de Seagrams, pasando posteriormente por las ciudades de Cincinnati y Kansas City/Omaha antes de trasladarse en 1985 a Sacramento. Los Kings disputan sus partidos como locales en el Golden 1 Center. Los éxitos a lo largo de su historia han sido el campeonato de la NBL de 1946 y el de 1951 de la NBA (como Royals). Además, poseen cinco títulos de división y uno de conferencia.
En 2013 los propietarios del equipo, la familia Maloof, intentaron vender la franquicia a un grupo empresarial ubicado en Seattle, en un intento de recuperar estos los Seattle SuperSonics (el equipo fue vendido en 2008 a Oklahoma City), pero la NBA recomendó paralizar la operación y finalmente la franquicia se quedó en la ciudad de Sacramento gracias al apoyo de su alcalde, el exjugador de la NBA Kevin Johnson.

## Pabellones
- Edgerton Park Arena (1949-1954)
- Rochester War Memorial (1955-1957)
- Cincinnati Gardens (1957-1972)
- Kansas City Municipal Auditorium (1972-1974)
- Omaha Civic Auditorium (1972-1975)
- Kemper Arena (1974-1985)
- ARCO Arena I (1985-1988)
- Sleep Train Arena (anteriormente denominado ARCO Arena II y Power Balance Pavilion) (1988-2016)
- Golden 1 Center (2016-presente)

## Historia

### Rochester
La franquicia comenzó su andadura ubicada en Rochester (Nueva York), con el nombre de Rochester Seagrams. El equipo se estableció profesionalmente en la NBL como los Rochester Royals en la temporada 1945-1946 consiguiendo ese mismo año el título de la liga. Los Royals poseían ese apodo debido al whisky Crown Royal, ya que antes de ser un equipo profesional estaban patrocinados por Crown Royal. Tras ello, el conjunto comenzó a ser conocido como Rochester Pros, siendo modificado de nuevo a Royals al entrar en la NBL. 
El éxito de los Royals fue inmediato. Fundado en 1945 por Les Harrison y su hermano Jack Harrison, el equipo ganó el campeonato en 1946. El equipo estaba liderado por Bob Davies, Al Cervi, George Glamack y Otto Graham, este último futuro miembro del Salón de la Fama de la NFL, que en su única temporada en el baloncesto profesional ganó el campeonato antes de cambiarse al fútbol americano y guiar a Cleveland Browns a diez finales consecutivas, ganando siete de ellas. En la siguiente temporada, la NBL declaró que el ganador de la temporada regular sería declarado campeón oficial de la NBL, y que los playoffs serían por separado. Los Royals ganaron su segundo campeonato consecutivo al finalizar la temporada regular con un balance de 31 victorias y 13 derrotas, pero cayeron eliminados en el torneo de postemporada en manos de Chicago American Gears. En la siguiente temporada, la NBL eliminó el formato del año anterior. Los Royals volvieron a liderar la temporada regular con un récord de 44-16, pero fueron batidos por los Minneapolis Lakers de George Mikan en las Finales de la NBL por 3-1.
En 1948, los Royals se mudaron a la BAA, liga que se unió con la NBL la temporada siguiente, junto con Fort Wayne Pistons, Minneapolis Lakers e Indianapolis (Kautskys) Jets. Los Royals ganaron el anillo en 1951, estando el equipo liderado por Arnie Risen, Bob Davies y Bobby Wanzer, todos ellos futuros Hall of Famers, y batiendo en las Finales a New York Knicks en siete partidos. Fue el último campeonato de la franquicia hasta la fecha.

### 1957-1960: Traslado a Cincinnati
En 1957, los Royals se mudaron a Cincinnati, Ohio, por los hermanos Harrison. Las dos estrellas que continuaron con el equipo fueron Maurice Stokes y Jack Twyman. La prometedora carrera de Stokes llegó trágicamente a su fin debido a una lesión cerebral resultado de una caída en un partido de playoffs ante Detroit Pistons en 1958. Twyman se convirtió así en el líder del equipo y guardián de Stokes hasta la muerte de este en 1970. Twyman fue el primer jugador de la franquicia en promediar 30 puntos por partido en una temporada. 
En un principio, la mudanza a Cincinnati no fue un éxito en la parte económica. A pesar de participar en la postemporada por primera vez tras tres campañas, los Royals sufrirían otra temporada negativa; los hermanos Harrison llegaron a un acuerdo con Arnold Shapiro para venderle la franquicia. Shapiro quiso llevar a los Royals de vuelta a Rochester, pero la liga no vio viable la opción y desestimó, por lo que los hermanos Harrison no tuvieron más remedio que vender la franquicia a propietarios de la ciudad de Cincinnati.

### 1960-1970: La era de Oscar Robertson
Los jugadores más determinantes de los Royals en la década de los 60 eran Oscar Robertson y Jerry Lucas. Robertson individualmente triunfó, llegando a promediar un triple-doble en la temporada 1961-62 y ganando el MVP en 1964. Lucas fue el Rookie del Año en la misma campaña, liderando la liga en tiros de campo y promediando posteriormente más de 20 rebotes por partido en tres temporadas. Además, ambos eran regularmente nombrados en el mejor quinteto de la liga. De todos modos, los Royals no levantaban cabeza y seguían siendo conocidos como un equipo perdedor. 
En 1966, la franquicia fue vendida a los hermanos Max y Jeremy Jacobs. Esa misma temporada, los Royals comenzaron a jugar partidos como local en lugares neutrales, como Cleveland (hasta que los Cavaliers entraron en 1970), Dayton y Columbus. El nuevo entrenador Bob Cousy, leyenda como jugador en Boston Celtics, traspasó a Lucas en 1969. Un año después Robertson dejó también el equipo, mudándose además el equipo a Kansas City, Misuri.

### 1972-1985: Etapa en Kansas y Omaha
Tras 25 años, el equipo tuvo que cambiar su apellido a Kings, debido a que en la ciudad de Kansas City ya existía un conjunto de béisbol llamado Kansas City Royals. Los Kings comenzaron jugando en Kansas City y Omaha, fichando a la estrella anotadora Nate Archibald, líder de la liga en puntos y asistencias.

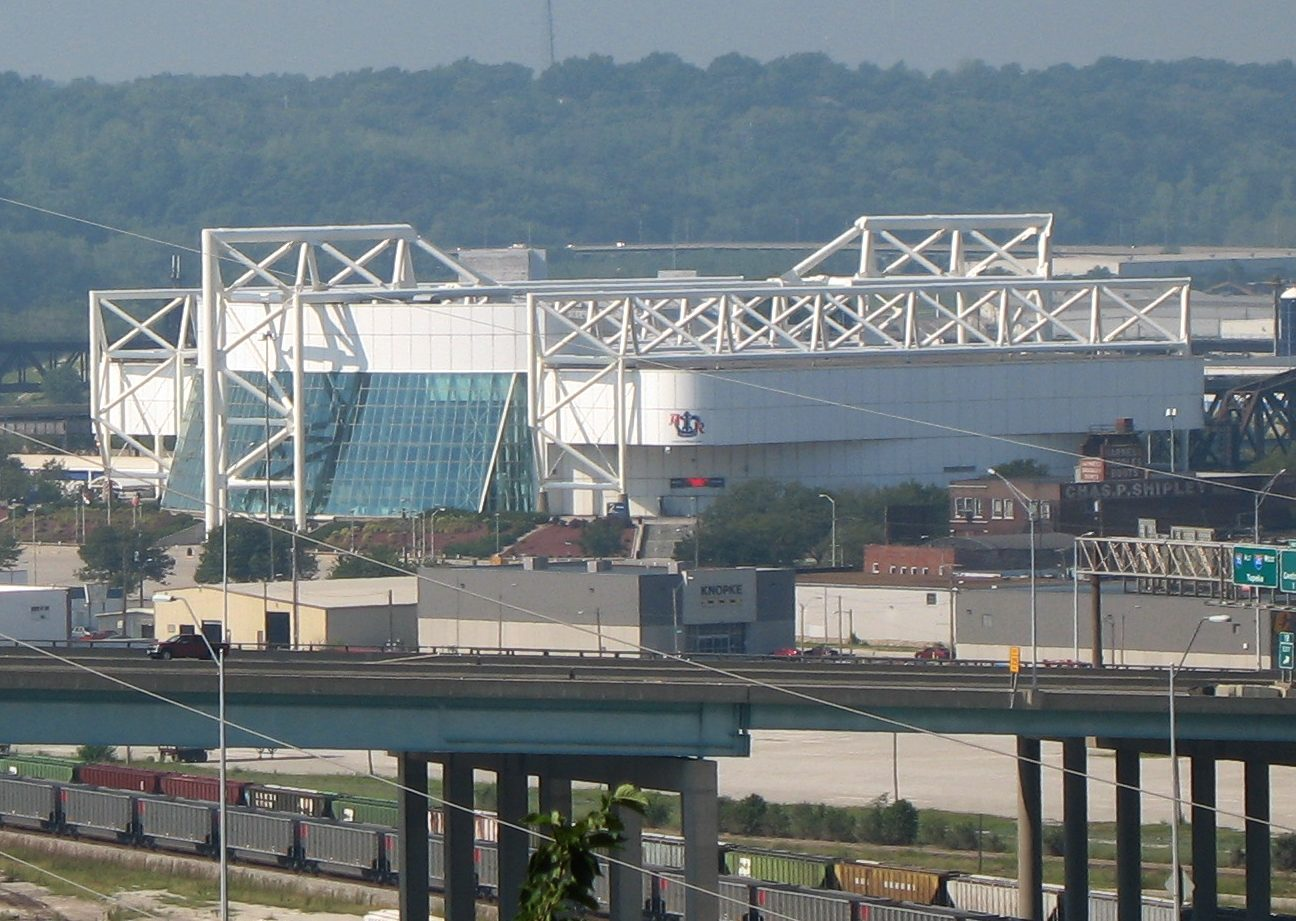
Kemper Arena, pabellón del equipo en su estancia en Kansas City.

Los Kings contaban con varios jugadores de calidad; Tom Van Arsdale, "Jumpin" Johnny Green y Matt Guokas, ayudados por Archibald en su primer año en Kansas City. En la siguiente temporada, los Kings alcanzaron los playoffs, cayendo en Semifinales de Conferencia ante Chicago Bulls por 4-2. Sam Lacey se convirtió en uno de los jugadores más destacados del equipo, siendo Archibald traspasado en 1976 a New York Knicks. Bob Cousy fue despedido y reemplazado por Phil Johnson, durando poco y siguiendo los pasos de Cousy a mediados de 1977. Fue sustituido por Larry Staverman, antiguo jugador del equipo cuando estaba ubicado en Cincinnati.
Los Kings finalmente encontraron algo de éxito en su nuevo hogar cuando ficharon a Cotton Fitzsimmons como entrenador. Bajo su liderazgo, ganaron la División Medio Oeste en 1979 con el rookie Phil Ford como estrella, Otis Birdsong aportando tanto defensiva como ofensivamente, el completo Scott Wedman y el pívot Lacey. Además, obtuvieron un promedio de 10.789 espectadores en el Kemper Arena esa temporada, siendo la primera vez que pasaban de 10 000 desde que estaban en Kansas City. Los Kings llegaron a playoffs en la temporada 1979-1980 y de nuevo en 1980-1981, a pesar de acabar la temporada regular con un balance de 40-42.
En la temporada 1980-81, los Kings dieron la campanada en playoffs, alcanzando las Finales de Conferencia en el Oeste, eliminando a Portland Trail Blazers y Phoenix Suns, y cayendo ante Houston Rockets.
Sin embargo, una serie de negativos incidentes alejó al equipo del éxito. Birdsong y Wedman dejaron el equipo, el tejado del Kemper Arena sufrió graves daños debido a una tormeta invernal y la franquicia fue vendida por solamente once millones de dólares. Tras la vuelta de Joe Axelson como general mánager, con ello retornaba al equipo el hombre que se desprendió de las estrellas Robertson, Van Lier, Archibald y Jerry Lucas, y usó la tercera posición del draft de dispersión de la ABA para seleccionar a Ron Boone. Axelson permanecería en el equipo hasta que los Kings dejaron Kansas City, donde, en el último partido, los aficionados llevaron máscaras de Joe Axelson. 
Axelson fracasó en los Kings en las cuatro ciudades en las que estuvo el equipo ubicado: Cincinnati, Kansas City, Omaha y Sacramento. No fue despedido hasta que no se fichó de nuevo como entrenador a Phil Johnson, quién dirigió sin éxito al equipo diez años atrás. Su última temporada en Kansas City volvió a ser paupérrima, logrando un balance de 31-51 y un triste promedio de 6.410 espectadores en el Kemper Arena.

### 1985-1998: Llegada a Sacramento
Los Kings se mudaron a Sacramento, California, en la temporada 1985-86. La mayor parte de sus primeros años en la ciudad la pasó sobreviviendo en los puestos más bajos de la liga, llegando solamente una vez a playoffs entre 1985 y 1995. Parte del fracaso se debe al trágico accidente de tráfico que prácticamente acabó con la carrera del base Bobby Hurley, al suicidio de Ricky Berry, a la pobre dirección del entrenador Garry St. Jean y a la selección en la primera posición del Draft de 1989 de Pervis Ellison.
Los primeros años de la década de los 90 no fueron fáciles para los Kings. El equipo era conocido por tener un fuerte apoyo del público, pero esto no se complementaba con el éxito en los resultados y el propietario James Alford Thomas a.k.a. "Jim Thomas", raramente invertía en buenos fichajes. Los Kings llegaron a playoffs en 1996 en gran parte debido al esfuerzo de la estrella del equipo Mitch Richmond, aunque su concurso en postemporada no fue demasiado notable. La franquicia fue vendida a la familia Maloof, que cambiaría el rumbo del equipo.

### 1998-2006: Rick Adelman y los años dorados
La temporada 1998-99 supuso el salto definitivo que permitió a los Kings salir de la mediocridad. Tras elegir en el draft de 1998 a Jason Williams, adquirieron al alero yugoslavo Peja Stojaković —seleccionado en el draft en el año 1996—. Todas estas decisiones se atribuyen al mánager general Geoff Petrie, quien ganaría el premio al Ejecutivo del Año de la NBA.
Dirigidos por Rick Adelman, los Kings implementaron la denominada «ofensiva Princeton», la cual se basa en la rapidez de los jugadores, transiciones rápidas de balón y que requiere de una gran disciplina táctica por parte de los jugadores. Este nuevo sistema fue mérito del ayudante de Adelman, Pete Carrill, quien, por más de 30 años, lo había empleado en el equipo de la Universidad de Princeton. Aunque no exento de críticas, este sistema de juego cosechó a la franquicia una nueva gran cantidad de seguidores, sobre todo gracias a la circense y arriesgada forma de jugar del rookie Jason Williams y de las capacidades atléticas de Chris Webber. La temporada finalizó con un récord de 27-23, cayendo en primera ronda de playoffs ante los Utah Jazz de Stockton-Malone.
La temporada 1999-00 supondría una transición entre las sensaciones de la 1998-99 y el éxito de la 2000-01. Los californianos adquirieron en un traspaso al tirador Nick Anderson, procedente de Orlando Magic. Conservando el bloque del año anterior, finalizaron con un récord de 44-38 y octavos de la Conferencia Oeste, cayendo ante su némesis, Los Angeles Lakers, en la primera ronda de los playoffs por 3-2.
Para la 2000-01, los Kings traspasaron a Corliss Williamson a Toronto Raptors a cambio del escolta Doug Christie, asimismo, escogieron en el draft al alero turco Hedo Türkoğlu, añadiendo un tirador a la rotación. Esa temporada, los Kings ya se confirmaban como auténticos aspirantes al título, desatando un juego coral y brillante que causó sensación en las canchas y que la revista Sports Illustrated calificó, en febrero de 2001, como «The Greatest Show on Court» («El mejor show sobre una cancha»). El quinteto formado por Jason «Chocolate Blanco» Williams, Doug Christie, Stojaković, Chris Webber y Vlade Divac se convirtió en uno de los más dominantes sobre una cancha de baloncesto. Finalizaron la temporada con un récord de 55-27, la mejor marca de la franquicia en cuarenta años. Por primera vez en veinte años, vencieron en primera ronda de playoffs, derrotando a Phoenix Suns, pero siendo barridos 4-0 por los Lakers en Semifinales de Conferencia, a la postre campeones.
En verano de 2001, el carismático y llamativo Jason Williams fue traspasado a Vancouver Grizzlies por Mike Bibby. El movimiento solucionó las necesidades en ambos bandos; los Grizzlies, recién mudados a Memphis, buscaban un jugador popular para atraer la atención en su nueva ciudad, mientras que los Kings, un equipo aspirante al campeonato, necesitaba estabilidad y orden en la posición de base, algo que se conseguía con Bibby, campeón de la NCAA en 1997 con Arizona Wildcats. Este fichaje fue complementado con la renovación del ala-pívot Webber, asegurándose a su jugador referencia para varios años. La solidez aportada por Bibby se notó desde el principio; el equipo se hizo más disciplinado y coral, finalizando la temporada 2001-02 como campeones de la Conferencia Oeste, con un récord de 61-21, con un resultado de 36 victorias de 41 partidos en casa. En una de las rondas de playoffs más polémicas y recordadas protagonizadas por un equipo en la historia de la NBA, los Kings apenas tuvieron problemas en superar a Utah Jazz en primera ronda y a los Dallas Mavericks del joven Dirk Nowitzki en la segunda. En Finales de Conferencia aguardaban a los archirrivales de los Kings, Los Angeles Lakers, vigentes campeones —por dos veces— de la NBA.
Estas Finales serán reconocidas como una de las más emocionantes y polémicas de la historia de la NBA. En una serie a siete partidos, los Lakers se adelantaron, pero Sacramento consiguió darle la vuelta a la eliminatoria estableciendo el 2-1 tras dos grandes partidos de Chris Webber. Tras regresar al Staples Center, los Kings se llegaron a adelantar 24 puntos en lo que parecía una victoria fácil, sin embargo, los Lakers remontaron, y, en el último segundo del partido, Robert Horry anotaba un triple sobre la bocina para establecer el 2-2 en la eliminatoria. En el quinto partido, los Kings vencieron y se llegó al sexto partido, el que sería el más polémico de la ronda; el partido fue ganado por los Lakers después de que Shaquille O'Neal anotara 42 puntos y los Lakers lanzaran hasta 27 tiros libres en el último cuarto, con Vlade Divac y Scot Pollard siendo suspendidos por faltas. Este partido fue excepcionalmente polémico dentro de la prensa estadounidense, llegando The Washington Post a señalar hasta seis decisiones incorrectas contra Sacramento o a afirmar que ni se llegó a señalar falta de Kobe Bryant cuando este le dio un codazo a Bibby frente a los árbitros. En un tenso séptimo y definitivo partido, los Kings no tuvieron fortuna en sus lanzamientos y perdieron 112-106.
En 2008, el exárbitro Tim Donaghy presentó alegaciones afirmando que la NBA habría instruido a los árbitros del sexto partido para que los Lakers ganaran. Las autoridades federales investigaron el caso pero no encontraron pruebas que sustentaran la versión de Donaghy.
Para la temporada 2002-03, los Kings deseaban tomarse revancha de lo ocurrido en la anterior. Manteniendo el mismo bloque, terminaron la temporada con un récord de 59-23. En playoffs derrotaron a Utah Jazz en primera ronda, sin embargo, en el segundo partido de la segunda ronda ante Dallas Mavericks, Chris Webber sufría una grave lesión que le hizo perderse el resto de los playoffs. Los Kings terminarían siendo derrotados a la postre por Dallas 4-3. Los Kings no recuperaron a Webber hasta mediados de la temporada siguiente, la 2003-04, sin embargo, mermado físicamente y perdiendo la capacidad atlética que poseía antaño. En la 2003-04, los Kings volvieron a clasificarse para los playoffs, derrotando a Dallas Mavericks en primera ronda, pero perdieron en siete partidos contra los Minnesota Timberwolves de Kevin Garnett.
La temporada 2004-05 supuso el inicio de una serie de cambios para los Kings. Vlade Divac firmaba libre por los Lakers en 2004, dejando el puesto de pívot titular a Brad Miller, Doug Christie fue traspasado a Orlando Magic a cambio de Cuttino Mobley, y, en febrero de 2005, quien fuera el jugador franquicia de los de Sacramento, Chris Webber, era traspasado a Philadelphia 76ers a cambio de la vuelta de Corliss Williamson, Kenny Thomas y Brian Skinner. Todas estas bajas mermaron a los Kings, los cuales perdieron en la primera ronda de playoffs ante Seattle SuperSonics.
La 2005-06 supondría la última de la exitosa etapa de Rick Adelman y la última clasificación de los Kings para playoffs hasta la fecha. Bobby Jackson era traspasado por Bonzi Wells, mientras que llegaba libre el alero Shareef Abdur-Rahim. Las nuevas incorporaciones rindieron desde el principio, pero las lesiones les lastraron. Por ello, el mánager Petrie traspasó a uno de los últimos miembros de la edad dorada de los Kings, Peja Stojaković, a los Indiana Pacers a cambio del volátil Ron Artest. Pese a las dudas existentes sobre si Artest podría reemplazar de manera efectiva a Stojaković, los Kings consiguieron un récord de 20-9 tras el All-Star y se clasificaron para playoffs con un récord de 44-38 como octavos de la Conferencia Oeste, cayendo en primera ronda 4-2 ante San Antonio Spurs, dejando claro que los mejores días de los de Sacramento habían quedado atrás. 

### 2006-2023: Una sequía eterna

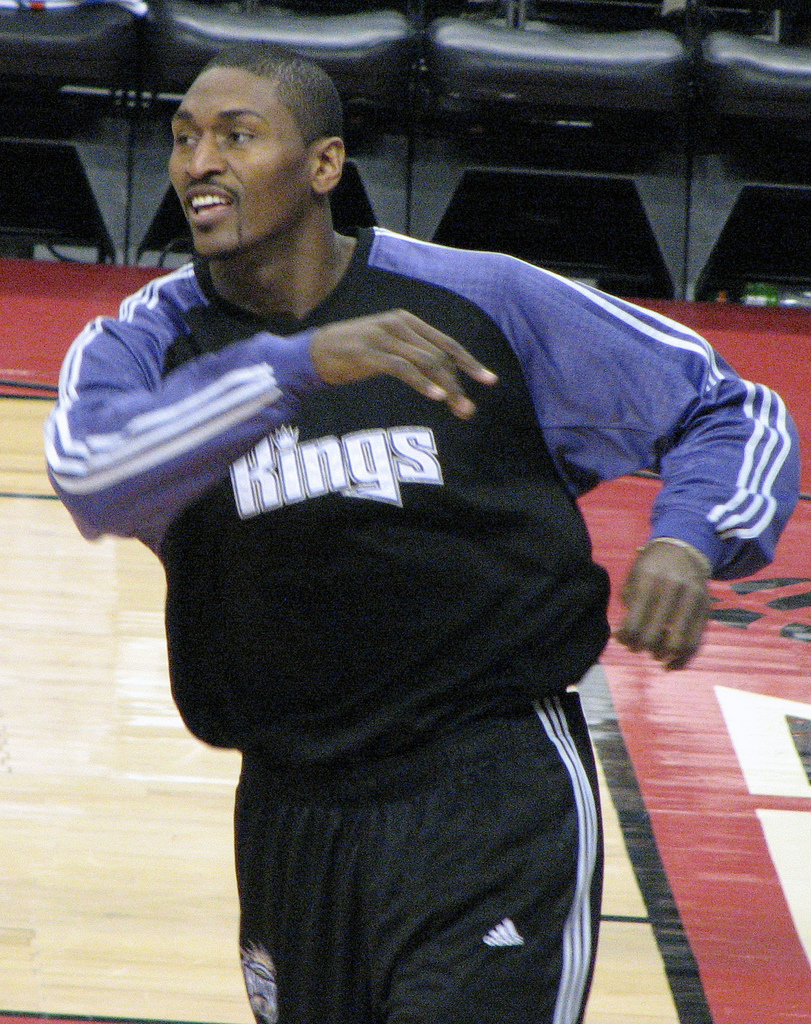
Metta World Peace llegó al equipo en la temporada 2005-06.

En 2006, se anunció la sorpresiva noticia de que el contrato de Rick Adelman no iba a ser renovado. Su lugar lo ocupó Eric Musselman, antaño asistente de los Memphis Grizzlies. La temporada se inició de manera esperpéntica, con Musselman acusado de conducir bajo los efectos del alcohol y Artest por asalto doméstico, entre otros problemas judiciales. Los Kings consiguieron un récord negativo por primera vez en nueve años, con siete partidos consecutivos perdidos. Musselman sería despedido en abril de 2007 tras quedar fuera los californianos de los playoffs. La mejor noticia de la temporada fue la explosión de Kevin Martin, quien parecía ser el futuro de la franquicia.
2007 supuso un año de cambios dentro de la franquicia de Sacramento. Reggie Theus fue designado como el nuevo entrenador, seleccionaron al pívot Spencer Hawes en el draft y adquirieron libre a Mikki Moore procedente de New Jersey Nets. Kevin Martin firmó un contrato de 55 millones de dólares, extendiendo su contrato en el equipo por cinco años más. Sin embargo, los Kings también perdieron a varios jugadores; Ronnie Price se marchó a Utah Jazz y Corliss Williamson anunció su retirada del baloncesto. También fue fichado Beno Udrih procedente de Minnesota Timberwolves, el cual tuvo que asumir el rol de base titular del equipo durante la baja por lesión de Bibby. En febrero de 2008, los Kings traspasaron a Bibby, el último remanente de la plantilla de los Kings que llegaron a las Finales de Conferencia en 2002, a Atlanta Hawks por Tyronn Lue, Anthony Johnson, Shelden Williams, Lorenzen Wright y una segunda ronda de draft.
La temporada 2007-08 finalizó con un récord de 38-44, quedándose fuera de los playoffs por un margen estrecho. El nivel de asistencia de público al campo de los Kings, el ARCO Arena, se redujo considerablemente, después de que se vendieran todas las localidades desde el año 1999.
Para la temporada 2008-09, los Kings traspasaron a Ron Artest y Patrick Ewing, Jr. a Houston Rockets por Bobby Jackson y Donté Greene además de una futura primera ronda de draft. A mediados de temporada, Reggie Theus fue despedido y reemplazado por Kenny Natt como entrenador; esa temporada, los Kings batieron su récord negativo de la historia de la NBA con un global de 17-65. En abril de 2009, Petrie anunció el despedido de Natt y de todo su equipo de asistentes. Gracias a su pésima temporada, los Kings obtuvieron la cuarta elección de draft, donde escogieron a Tyreke Evans, procedente de Memphis Grizzlies, y con la 23ª elección al israelí Omri Casspi.
Para la temporada 2009-10, los Kings contrataron a Paul Westphal como entrenador. Esa sesión supuso la explosión del rookie Tyreke Evans, el cual desempeñó una de las mejores temporadas para un rookie de la historia de la NBA. Promedió 20 puntos, cinco rebotes y cinco asistencias, algo que solo lograron otros tres jugadores en la historia: Oscar Robertson, Michael Jordan y LeBron James. También ganó el Rookie del Año de la NBA. Pese al impresionante año de Evans, los Kings finalizaron en decimocuarta posición, solo por delante de Minnesota Timberwolves.
En el draft de 2010, los Kings escogieron a DeMarcus Cousins y Hassan Whiteside como quinta y trigesimotercera posición respectivamente. La temporada 2010-11 se caracterizó por un rendimiento casi similar a la anterior, finalizando de nuevo en la decimocuarta posición y de nuevo delante de los Timberwolves. Pese a las grandes esperanzas que despertaban Evans y Cousins, lo cierto es que Westphal fue criticado por su desempeño como entrenador y se criticó el escaso entendimiento en la cancha de las dos promesas de los de Sacramento.
Para la 2011-12, los Kings escogieron en el draft a Jimmer Fredette, Tyler Honeycutt e Isaiah Thomas. John Salmons llegó en un trade a tres bandas y Omri Casspi marchó a los Cleveland Cavaliers. Pese al estancamiento en el juego de Tyreke Evans, el cual no mostró el nivel de su año rookie, Cousins asumió el liderazgo del equipo. Los Kings finalizaron con un global de 22-44, aún en el fondo de la clasificación pero con un futuro optimista.
En el draft de 2012 los Kings escogieron a Thomas Robinson, el cual debido a su bajo rendimiento sería traspasado a Houston Rockets. Los Kings no mejoraron los resultados anteriores, finalizando con un 28-54 y terceros por la cola en la dura Conferencia Oeste.
Desde hacía algunos años habían estallado los rumores sobre que los Maloof (familia propietaria del equipo de los Kings) estaban pasando por problemas económicos y no estaban invirtiendo lo suficiente en el equipo. Es entonces cuando surgieron rumores sobre una posible recolocación de los Kings en algún otro lugar; Anaheim, Virginia Beach y Seattle eran las opciones más comentadas.
En 2011, se barajó una posible marcha de los Kings a Anaheim para pasar a ser los Anaheim Royals, pero la presión de los aficionados de Sacramento y del alcalde Kevin Johnson convencieron al comisionado David Stern de mantener a los Kings en la capital de California. También se rumoreaba una marcha a Virginia Beach, ya que se dijo que la ciudad sería capaz de construir un pabellón de 18.000 espectadores para albergar al equipo, pero finalmente las negociaciones no llegaron a buen puerto.
En enero de 2013 se reportó que los Maloof pretendían vender la franquicia a un grupo empresarial liderado por Chris Hansen y que pretendía llevar el equipo a Seattle para volver a formar los Seattle SuperSonics. Se informó de que el grupo de Hansen aportaría 6,8 millones de dólares para la construcción de un nuevo estadio en Seattle y que adquirían el 65% de las acciones del equipo por 525 millones. Según la prensa, las negociaciones entre los Maloof y el grupo de Hansen habían sido un éxito y solo faltaba la aprobación del traslado por parte del comisionado de David Stern. Pero en febrero de 2013 se informó de que el alcalde de Sacramento, Kevin Johnson, había hecho una oferta a los Maloof para mantener al equipo en la ciudad y un plan para la nueva construcción de un pabellón. En marzo, Stern afirmó que no se tomaría ninguna decisión hasta el mes de abril. Finalmente, en abril, por decisión unánime de 7 votos a favor y 0 en contra, los Kings permanecerían en Sacramento y las posteriores ofertas de Hansen a los Maloof fueron rechazadas. De nuevo, el 15 de mayo, los dirigentes de la NBA votaron de nuevo a favor de mantener a los Kings en Sacramento, lo cual terminó con los planes de Hansen de restaurar a los Sonics.
El 3 de marzo de 2015, el propietario Ranadivé anunciaba la contratación de la antigua leyenda de los Kings, Vlade Divac, como nuevo mánager general en sustitución de Pete D'Alessandro, una decisión personal del mismo Ranadivé. Divac desata una política agresiva de contrataciones, drafteando al pívot Willie Cauley-Stein y adquiriendo a los jugadores Rajon Rondo, Kosta Koufos, Marco Belinelli y Caron Butler; asimismo, con la intención de obtener espacio salarial, envían a Nik Stauskas, Carl Landry y Jason Thompson, juntamente con una primera ronda de draft, a Philadelphia 76ers, la cual sería, a la postre, el número uno del draft de 2017 de Markelle Fultz.
George Karl fue el entrenador elegido para esta nueva etapa de los Kings, sin embargo, debido a los pobres resultados cosechados en medio de la temporada 2015-16 (33-49), fue despedido.
Para la 2016-17, los Kings estrenaban nuevo pabellón, el Golden 1 Center. El 9 de mayo de 2016, los Kings anuncian la contratación de Dave Joerger como nuevo entrenador. Para esta temporada, envían su octava elección de draft a Phoenix Suns a cambio de otras dos rondas de ese mismo draft y los derechos del serbio Bogdan Bogdanović. Las elecciones en el draft no responderán a las expectivas de la franquicia; Georgios Papagiannis, Malachi Richardson y Skal Labissière. En la agencia libre de ese año, los californianos contratan a Ty Lawson, Garrett Temple, Arron Afflalo, Matt Barnes y Anthony Tolliver.
En febrero de 2017, los Kings traspasan a su jugador franquicia, DeMarcus Cousins, quien hacía tiempo estaba descontento con su estancia en el equipo, juntamente con Omri Casspi, a New Orleans Pelicans a cambio de Tyreke Evans, Buddy Hield, Langston Galloway y dos futuras primeras rondas de draft. La temporada finalizó con un récord negativo de 32-50.
Para la temporada 2017-18, los Kings contaban con una gran cantidad de rondas disponibles. Con la quinta elección escogen al prometedor base De'Aaron Fox, así como a Harry Giles, Justin Jackson y Frank Mason III. Divac quiso complementar esta joven plantilla con veteranos, de manera que firmaron a Vince Carter, Zach Randolph y George Hill. La franquicia parecía tener un futuro prometedor merced a la gran cantidad de jóvenes que poseía, si bien la temporada no fue bien, al obtener un récord negativo de 27-55.
Para la temporada 2018-19, los Kings obtuvieron la segunda ronda para el draft de 2018. Es aquí donde se produjo una de las elecciones más polémicas de los últimos tiempos, cuando decidieron dejar pasar a Luka Dončić y seleccionar al ala-pívot Marvin Bagley III por decisión personal de Divac. El periodista Tim McMahon de ESPN afirmó que esto se debió a una mala relación de Divac con el padre de Dončić, mientras que Divac esgrimió que Bagley encajaba mejor con los intereses del equipo, por no solaparse con Fox. Tras su destitución en 2020, Divac continuó afirmando que «Marvin Bagley posee una gran ventaja sobre Dončić». Si bien las previsiones les ponían como uno de los peores equipos de la Conferencia Oeste, lo cierto es la franquicia de Sacramento logró una temporada muy digna, finalizando con un récord de 39-43, quedándose a las puertas de los playoffs y con el mejor récord desde su última participación en los playoffs en la temporada 2005-06.
De cara a la temporada 2019-20 Divac tomó la decisión de despedir a Joerger y reemplazarlo por Luke Walton. Los medios señalaron que Joerger y Divac discrepaban en la gestión de la plantilla, sobre todo en el caso de Bagley III. Divac también fue criticado por ofrecer contratos sustanciosos a jugadores que no dieron el rendimiento adecuado, como Dewayne Dedmon -que fue traspasado a Atlanta Hawks en mitad de la temporada-, Trevor Ariza o Harrison Barnes -al que se le firmó por cuatro años y 85 millones-. En agosto de 2020, después de que los Kings tampoco lograsen meterse en Playoffs en la Burbuja de Orlando, Divac dejó su cargo como general manager.
En septiembre de 2020, los Kings ficharon a Monte McNair, antiguo pupilo de Daryl Morey en los Houston Rockets, como mánager general de la franquicia, pero durante la temporada 2020-21 el equipo no consiguió ninguna incorporación importante y terminó con un balance de 31-41, en la duodécima posición del Oeste. Los Kings igualaron la peor racha de temporadas consecutivas sin acceder a postemporada.
Tras comenzar la temporada 2021-22 con un registro de 6-11, Luke Walton fue despedido y fue reemplazado por Alvin Gentry de manera interina. Antes del parón del All-Star traspasaron a Tyrese Haliburton, Buddy Hield y Tristan Thompson a los Indiana Pacers a cambio de Justin Holiday, Jeremy Lamb, Domantas Sabonis y una elección de segunda ronda del Draft de 2023. En una operación a cuatro bandas, los Kings enviaron a Vanja Marinković a Los Angeles Clippers y a Marvin Bagley III a los Detroit Pistons y recibieron a  Josh Jackson y Trey Lyles procedentes de Detroit y a Donte DiVincenzo procedente de los Milwaukee Bucks. El 4 de abril de 2022, tras una derrota contra los Golden State Warriors, los Sacramento Kings quedaron matemáticamente eliminados de Playoffs por decimosexta temporada consecutiva, estableciendo un nuevo récord de más años seguidos sin entrar en postemporada en la historia de la NBA.

### 2023-presente: Nuevos horizontes
De cara a la 2022-23 llegaron Kevin Huerter y Malik Monk, y con Fox y Sabonis como principales estandartes.
El 24 de febrero de 2023 se impuso por 176-175 en su visita a Los Angeles Clippers tras dos prórrogas, convirtiéndose en el segundo partido con más anotación de la historia de la liga, solo superado por el disputado el 13 de diciembre de 1983 entre Detroit Pistons y Denver Nuggets, que acabó con la victoria de los primeros por 186-184, tras tres prórrogas.
El 17 de marzo de 2023 se aseguran, por primera vez en 16 años, terminar el balance de temporada en récord positivo. El 29 de marzo, se clasificaban para los playoffs, por primera vez desde 2006, rompiendo el récord de más temporadas sin alcanzar los playoffs del deporte estadounidense. Y el 4 de abril conseguían, matemáticamente, el título de la División Pacífico, por primera vez desde 2003. Ya en postemporada, caerían en el séptimo encuentro de primera ronda ante Golden State Warriors (3-4).

## Trayectoria
Nota: G: Partidos ganados P:Partidos perdidos %:porcentaje de victorias
| Temporada                                                    | G    | P    | %    | Play-offs                                                              | Resultados                                                                   |
| ------------------------------------------------------------ | ---- | ---- | ---- | ---------------------------------------------------------------------- | ---------------------------------------------------------------------------- |
| Rochester Royals (NBL) (No se incluye en los totales de G/P) |      |      |      |                                                                        |                                                                              |
| 1945-46                                                      | 24   | 10   | .706 | Gana Semifinales NBL Gana Finales NBL                                  | Rochester 3, Fort Wayne 1 Rochester 3, Sheboygan 0                           |
| 1946-47                                                      | 31   | 13   | .705 | Gana 1.ª Ronda Gana Semifinales NBL Pierde Finales NBL                 | Rochester 3, Syracuse 1 Rochester 2, Fort Wayne 1 Chicago 3, Rochester 2     |
| 1947-48                                                      | 44   | 16   | .733 | Gana 1.ª Ronda Gana Semifinales NBL Pierde Finales NBL                 | Rochester 3, Fort Wayne 1 Rochester 2, Anderson 1 Minneapolis 3, Rochester 1 |
| Rochester Royals (BAA) (Se incluye en los totales de G/P)    |      |      |      |                                                                        |                                                                              |
| 1948-49                                                      | 45   | 15   | .750 | Gana Semifinales División Pierde Finales División                      | Rochester 2, St. Louis 0 Minneapolis 2, Rochester 0                          |
| Rochester Royals (NBA)                                       |      |      |      |                                                                        |                                                                              |
| 1949-50                                                      | 51   | 17   | .750 | Pierde Tiebreaker División Pierde Finales División                     | Minneapolis 78, Rochester 76 Fort Wayne 2, Rochester 0                       |
| 1950-51                                                      | 41   | 27   | .603 | Gana Semifinales División Gana Finales División Gana Finales NBA       | Rochester 2, Fort Wayne 1 Rochester 3, Minneapolis 1 Rochester 4, New York 3 |
| 1951-52                                                      | 41   | 25   | .621 | Gana Semifinales División Pierde Finales División                      | Rochester 2, Fort Wayne 0 Minneapolis 3, Rochester 1                         |
| 1952-53                                                      | 44   | 26   | .629 | Pierde Semifinales División                                            | Fort Wayne 2, Rochester 1                                                    |
| 1953-54                                                      | 44   | 28   | .611 | Avanzó a 3-Team Round Robin Pierde Semifinales División                | 2-1 Minneapolis 2, Rochester 1                                               |
| 1954-55                                                      | 29   | 43   | .403 | Pierde Semifinales División                                            | Minneapolis 2, Rochester 1                                                   |
| 1955-56                                                      | 31   | 41   | .431 |                                                                        |                                                                              |
| 1956-57                                                      | 31   | 41   | .431 |                                                                        |                                                                              |
| Cincinnati Royals                                            |      |      |      |                                                                        |                                                                              |
| 1957-58                                                      | 33   | 39   | .458 | Pierde Semifinales División                                            | Detroit 2, Cincinnati 0                                                      |
| 1958-59                                                      | 19   | 53   | .264 |                                                                        |                                                                              |
| 1959-60                                                      | 19   | 56   | .253 |                                                                        |                                                                              |
| 1960-61                                                      | 33   | 46   | .418 |                                                                        |                                                                              |
| 1961-62                                                      | 43   | 37   | .538 | Pierde Semifinales División                                            | Detroit 3, Cincinnati 1                                                      |
| 1962-63                                                      | 42   | 38   | .525 | Gana Semifinales División Pierde Finales División                      | Cincinnati 3, Syracuse 2 Boston 4, Cincinnati 3                              |
| 1963-64                                                      | 55   | 25   | .688 | Gana Semifinales División Pierde Finales División                      | Cincinnati 3, Philadelphia 2 Boston 4, Cincinnati 1                          |
| 1964-65                                                      | 48   | 32   | .600 | Pierde Finales División                                                | Philadelphia 3, Cincinnati 1                                                 |
| 1965-66                                                      | 45   | 35   | .563 | Pierde Finales División                                                | Boston 3, Cincinnati 2                                                       |
| 1966-67                                                      | 39   | 42   | .481 | Pierde Finales División                                                | Philadelphia 3, Cincinnati 1                                                 |
| 1967-68                                                      | 39   | 43   | .476 |                                                                        |                                                                              |
| 1968-69                                                      | 41   | 41   | .500 |                                                                        |                                                                              |
| 1969-70                                                      | 36   | 46   | .439 |                                                                        |                                                                              |
| 1970-71                                                      | 33   | 49   | .402 |                                                                        |                                                                              |
| 1971-72                                                      | 30   | 52   | .366 |                                                                        |                                                                              |
| Kansas City-Omaha Kings                                      |      |      |      |                                                                        |                                                                              |
| 1972-73                                                      | 36   | 46   | .439 |                                                                        |                                                                              |
| 1973-74                                                      | 33   | 49   | .402 |                                                                        |                                                                              |
| 1974-75                                                      | 44   | 38   | .537 | Pierde Semifinales Conferencia                                         | Chicago 4, Kansas City 2                                                     |
| Kansas City Kings                                            |      |      |      |                                                                        |                                                                              |
| 1975-76                                                      | 31   | 51   | .378 |                                                                        |                                                                              |
| 1976-77                                                      | 40   | 42   | .488 |                                                                        |                                                                              |
| 1977-78                                                      | 31   | 51   | .378 |                                                                        |                                                                              |
| 1978-79                                                      | 48   | 34   | .585 | Pierde Semifinales Conferencia                                         | Phoenix 4, Kansas City 1                                                     |
| 1979-80                                                      | 47   | 35   | .573 | Pierde 1.ª Ronda                                                       | Phoenix 2, Kansas City 1                                                     |
| 1980-81                                                      | 40   | 42   | .488 | Gana 1.ª Ronda Gana Semifinales Conferencia Pierde Finales Conferencia | Kansas City 2, Portland 1 Kansas City 4, Phoenix 3 Houston 4, Kansas City 1  |
| 1981-82                                                      | 30   | 52   | .366 |                                                                        |                                                                              |
| 1982-83                                                      | 45   | 37   | .549 |                                                                        |                                                                              |
| 1983-84                                                      | 38   | 44   | .463 | Pierde 1.ª Ronda                                                       | Los Ángeles 3, Kansas City 0                                                 |
| 1984-85                                                      | 31   | 51   | .378 |                                                                        |                                                                              |
| Sacramento Kings                                             |      |      |      |                                                                        |                                                                              |
| 1985-86                                                      | 37   | 45   | .451 | Pierde 1.ª Ronda                                                       | Houston 3, Sacramento 0                                                      |
| 1986-87                                                      | 29   | 53   | .354 |                                                                        |                                                                              |
| 1987-88                                                      | 24   | 58   | .293 |                                                                        |                                                                              |
| 1988-89                                                      | 27   | 55   | .329 |                                                                        |                                                                              |
| 1989-90                                                      | 23   | 59   | .280 |                                                                        |                                                                              |
| 1990-91                                                      | 25   | 57   | .305 |                                                                        |                                                                              |
| 1991-92                                                      | 29   | 53   | .354 |                                                                        |                                                                              |
| 1992-93                                                      | 25   | 57   | .305 |                                                                        |                                                                              |
| 1993-94                                                      | 28   | 54   | .341 |                                                                        |                                                                              |
| 1994-95                                                      | 39   | 43   | .476 |                                                                        |                                                                              |
| 1995-96                                                      | 39   | 43   | .476 | Pierde 1.ª Ronda                                                       | Seattle 3, Sacramento 1                                                      |
| 1996-97                                                      | 34   | 48   | .415 |                                                                        |                                                                              |
| 1997-98                                                      | 27   | 55   | .329 |                                                                        |                                                                              |
| 1998-99                                                      | 27   | 23   | .540 | Pierde 1.ª Ronda                                                       | Utah 3, Sacramento 2                                                         |
| 1999-2000                                                    | 44   | 38   | .537 | Pierde 1.ª Ronda                                                       | L.A. Lakers 3, Sacramento 2                                                  |
| 2000-01                                                      | 55   | 27   | .672 | Gana 1.ª Ronda Pierde Semifinales Conferencia                          | Sacramento 3, Phoenix 1 L.A. Lakers 4, Sacramento 0                          |
| 2001-02                                                      | 61   | 21   | .744 | Gana 1.ª Ronda Gana Semifinales Conferencia Pierde Finales Conferencia | Sacramento 3, Utah 1 Sacramento 4, Dallas 1 L.A. Lakers 4, Sacramento 3      |
| 2002-03                                                      | 59   | 23   | .720 | Gana 1.ª Ronda Pierde Semifinales Conferencia                          | Sacramento 4, Utah 1 Dallas 4, Sacramento 3                                  |
| 2003-04                                                      | 55   | 27   | .672 | Gana 1.ª Ronda Pierde Semifinales Conferencia                          | Sacramento 4, Dallas 1 Minnesota 4, Sacramento 3                             |
| 2004-05                                                      | 50   | 32   | .610 | Pierde 1.ª Ronda                                                       | Seattle 4, Sacramento 1                                                      |
| 2005-06                                                      | 44   | 38   | .537 | Pierde 1.ª Ronda                                                       | San Antonio 4, Sacramento 2                                                  |
| 2006-07                                                      | 33   | 49   | .402 |                                                                        |                                                                              |
| 2007-08                                                      | 38   | 44   | .463 |                                                                        |                                                                              |
| 2008-09                                                      | 17   | 65   | .207 |                                                                        |                                                                              |
| 2009-10                                                      | 25   | 57   | .305 |                                                                        |                                                                              |
| 2010-11                                                      | 24   | 58   | .293 |                                                                        |                                                                              |
| 2011-12                                                      | 22   | 44   | .333 |                                                                        |                                                                              |
| 2012-13                                                      | 28   | 54   | .341 |                                                                        |                                                                              |
| 2013-14                                                      | 28   | 54   | .341 |                                                                        |                                                                              |
| 2014-15                                                      | 29   | 53   | .354 |                                                                        |                                                                              |
| 2015-16                                                      | 33   | 49   | .402 |                                                                        |                                                                              |
| 2016-17                                                      | 32   | 50   | .390 |                                                                        |                                                                              |
| 2017-18                                                      | 27   | 55   | .329 |                                                                        |                                                                              |
| 2018-19                                                      | 39   | 43   | .476 |                                                                        |                                                                              |
| 2019-20                                                      | 31   | 41   | .431 |                                                                        |                                                                              |
| 2020-21                                                      | 31   | 41   | .431 |                                                                        |                                                                              |
| 2021-22                                                      | 30   | 52   | .366 |                                                                        |                                                                              |
| 2022-23                                                      | 48   | 34   | .585 | Pierde 1.ª Ronda                                                       | Golden State 4, Sacramento 3                                                 |
| 2023-24                                                      | 46   | 36   | .561 |                                                                        |                                                                              |
| 2024-25                                                      | 40   | 42   | .488 |                                                                        |                                                                              |
| Totales                                                      | 2788 | 3299 | .458 |                                                                        |                                                                              |
| Playoffs                                                     | 83   | 111  | .428 | 1 Campeonato                                                           | 1 Campeonato                                                                 |

## Jugadores

### Derechos internacionales
Los Sacramento Kings tienen los derechos internacionales sobre los siguientes jugadores.
| Draft | Ronda | Puesto | Jugador             | Pos. | Nacionalidad   | Equipo actual                  | Nota(s)                                    | Ref    |
| ----- | ----- | ------ | ------------------- | ---- | -------------- | ------------------------------ | ------------------------------------------ | ------ |
| 2015  | 2     | 59     | Dimitrios Agravanis | AP   | Grecia         | Promitheas Patras (Grecia)     | Adquirido de Atlanta Hawks (vía Cleveland) | [ 14 ] |
| 2015  | 2     | 60     | Luka Mitrović       | A    | Serbia         | Crvena zvezda Telekom (Serbia) | Adquirido de Philadelphia 76ers            | [ 15 ] |
| 2013  | 2     | 57     | Alex Oriakhi        | A    | Estados Unidos | SOCAR Spor (Turquía)           | Adquirido de Phoenix Suns                  | [ 16 ] |

### Miembros delBasketball Hall of Fame
- Nate Archibald (Cincinnati/Kansas City/Omaha)
- Bob Davies (Rochester)
- Jerry Lucas (Cincinnati)
- Arnie Risen (Rochester)
- Oscar Robertson (Cincinnati)
- Maurice Stokes (Rochester/Cincinnati)
- Jack Twyman (Rochester/Cincinnati)
- Bobby Wanzer (Rochester)
- Chris Webber

### Números retirados
- #1 Nate Archibald, Base, 1970-76 (1970-72 Cincinnati, 1972-76 Kansas City)
- #2 Mitch Richmond, Escolta, 1991-98 (Sacramento)
- #4 Chris Webber, Ala Pívot, 1998-05 (Sacramento)
- #6 (Sixth Man) - Fanes de Sacramento, 1985-presente
- #11 Bob Davies, Base, 1948-55 (Rochester)
- #12 Maurice Stokes, Alero, 1955-58 (Cincinnati)
- #14 Oscar Robertson, Base, 1960-70 (Cincinnati)
- #16 Predrag Stojaković, Alero, 1998-06 (Sacramento)
- #27 Jack Twyman, Alero, 1955-66 (1955-57 en Rochester, 1957-66 en Cincinnati)
- #44 Sam Lacey, Pívot, 1970-81 (1970-72 en Cincinnati, 1972-81 en Kansas City)
- #21 Vlade Divac, Pívot, 1998-04 (Sacramento)

| Predecesor: Fort Wayne Zollner Pistons 1945 | Campeón de la NBL Rochester Royals 1946 | Sucesor: Chicago American Gears 1947 |
| Predecesor: Minneapolis Lakers 1950         | Campeón de la NBA Rochester Royals 1951 | Sucesor: Minneapolis Lakers 1952     |

## Gestión

### General Managers
| GM                | Periodo       |
| ----------------- | ------------- |
| Les Harrison      | 1948–1958     |
| Pepper Wilson     | 1958–1969     |
| Joe Axelson       | 1969–1979     |
| John Begzos       | 1979–1980     |
| Jeffrey Cohen     | 1981–1982     |
| Joe Axelson       | 1982–1988     |
| Bill Russell      | 1988–1989     |
| Jerry Reynolds    | 1989–1994     |
| Geoff Petrie      | 1994–2013     |
| Pete D'Alessandro | 2013–2015     |
| Vlade Divac       | 2015–2020     |
| Joe Dumars        | 2020          |
| Monte McNair      | 2020–2025     |
| Scott Perry       | 2025–presente |

## Premios
| MVP de la temporada - Oscar Robertson – 1964 Rookie del Año - Maurice Stokes – 1956 - Oscar Robertson – 1961 - Jerry Lucas – 1964 - Phil Ford – 1979 - Tyreke Evans – 2010 Mejor sexto hombre - Bobby Jackson – 2003 Entrenador del Año - Phil Johnson – 1975 - Cotton Fitzsimmons – 1979 - Mike Brown - 2023 Ejecutivo del Año de la NBA - Joe Axelson – 1973 - Geoff Petrie – 1999, 2001 - Monte McNair – 2023 Clutch Player of the Year - De'Aaron Fox – 2023 Premio Mejor Ciudadano J. Walter Kennedy - Vlade Divac – 2000 | Mejor quinteto de la temporada - Bob Davies – 1949, 1950, 1951, 1952 - Oscar Robertson – 1961, 1962, 1963, 1964, 1965, 1966, 1967, 1968, 1969 - Jerry Lucas – 1965, 1966, 1968 - Nate Archibald – 1973, 1975, 1976 - Chris Webber – 2001 Segundo mejor quinteto de la temporada - Arnie Risen – 1949 - Bobby Wanzer – 1952, 1953, 1954 - Bob Davies – 1953 - Maurice Stokes – 1956, 1957, 1958 - Jack Twyman – 1960, 1962 - Jerry Lucas – 1964, 1967 - Oscar Robertson – 1970 - Nate Archibald – 1972 - Phil Ford – 1979 - Otis Birdsong – 1981 - Mitch Richmond – 1994, 1995, 1997 - Chris Webber – 1999, 2002, 2003 - Peja Stojaković – 2004 - DeMarcus Cousins – 2015, 2016 Tercer mejor quinteto de la temporada - Mitch Richmond – 1996, 1998 - Chris Webber – 2000 - De'Aaron Fox - 2023 - Domantas Sabonis - 2023, 2024 | Mejor quinteto defensivo - Doug Christie – 2003 - Ron Artest – 2006 Segundo mejor quinteto defensivo - Norm Van Lier – 1971 - Brian Taylor – 1977 - Scott Wedman – 1980 - Doug Christie – 2001, 2002, 2004 Mejor Quinteto de Rookies - Jerry Lucas – 1964 - Ron Behagen – 1974 - Scott Wedman – 1975 - Phil Ford – 1979 - Kenny Smith – 1988 - Lionel Simmons – 1991 - Brian Grant – 1995 - Jason Williams – 1999 - Tyreke Evans – 2010 - DeMarcus Cousins – 2011 - Buddy Hield – 2017 - Marvin Bagley III – 2019 - Tyrese Haliburton – 2021 - Keegan Murray - 2023 Segundo Mejor Quinteto de Rookies - Travis Mays – 1991 - Walt Williams – 1993 - Tyus Edney – 1996 - Hedo Türkoğlu – 2001 - Isaiah Thomas – 2012 - Willie Cauley-Stein – 2016 - Bogdan Bogdanović – 2018 |